# IRC-10414
IRC-10414は、たて座に位置する赤色超巨星で「逃走星」 (runaway star) である。

## 概要
スペクトル分類はM7で、 ベテルギウスとガーネット・スターと同じく微かなバウショックを持つ。ベテルギウスやガーネット・スターと異なり、そのバウショックは可視光でも観測できる。その恒星風は、近くの散開星団NGC 6611、またはウォルフ・ライエ星のWR 114によってイオン化されているようである。距離は不確定であるが、年周視差、及び NGC 6604、わし星雲、オメガ星雲などの散開星団や星生成領域との近さから、太陽からおよそ 2,000 pc (パーセク) の距離に存在すると推定されている。また、この星を囲む水メーザーの観測からはより遠い 3,000 pcと推定されている。しかしながら、この星がどこで生まれたかは定かではなく、またこの星の運動や年齢からは先の三つの星生成領域で生まれた天体であるとは考えにくいともされている。
2,000 pcの距離にあり、表面温度が3,300Kであるとすると、IRC-10414の光度は太陽の160,000倍、半径は太陽の1,200倍となり、これまでに知られた天体の中でも最大級のものとなる。恒星進化論のモデルに沿って計算すると、質量は太陽の20-25倍、年齢が600万-1,000万年と推定される。

## 名称
固有名はない。学名はIRAS-18204-1344、IRC-10414、RAFGL-2139である。なお、変光星総合カタログには登録されていないが、全天自動捜索システムによる観察では、半ば規則的に等級の変化が確認されたこともあり、もし変光星カタログに登録されるとすれば半規則型変光星に分類される可能性がある。